# Liste der Nummer-eins-Hits in Spanien (1989)
Dies ist eine Liste der Nummer-eins-Hits in Spanien im Jahr 1989. Sie basiert auf den offiziellen Chartlisten der Asociación Fonográfica y Videográfica de España (AFYVE, heute Promusicae), der spanischen Landesgruppe der IFPI.

## Singles
| | Liste der Nummer-eins-Hits in Spanien | Liste der Nummer-eins-Hits in Spanien | Liste der Nummer-eins-Hits in Spanien | 1990 → |
| \| Zeitraum \| Wo. ges. \| Interpret \| Titel Autor(en) \| Zusätzliche Informationen \| \| (Zeitraum, Wochen auf Platz eins, Interpret, Titel, Autor[en], zusätzliche Informationen) \| \| \| \| \| \| ----------------------------------------------------------------------------------------- \| -------- \| -------------------------------- \| -------------------------------------------------------------------------------------------------------------------------------------------------------------------------------------------------------------------- \| --------------------------------------------------------------------------------------------------------------------------------------------------------------------------------------------------------------------------------------------------------- \| \| 21. November 1988 – 8. Januar 1989 7 Wochen \| 7 \| Glenn Medeiros \| Nothing’s Gonna Change My Love for You Michael Masser, Gerry Goffin \| – \| \| 9. Januar 1989 – 12. Februar 1989 5 Wochen \| 5 \| Michael Jackson \| Smooth Criminal Michael Jackson \| – \| \| 13. Februar 1989 – 19. Februar 1989 1 Woche \| 1 \| The Art of Noise feat. Tom Jones \| Kiss Prince \| – \| \| 20. Februar 1989 – 12. März 1989 3 Wochen \| 3 \| Deacon Blue \| Real Gone Kid Ricky Ross \| – \| \| 13. März 1989 – 14. Mai 1989 9 Wochen \| 9 \| Madonna \| Like a Prayer Madonna L. Ciccone, Patrick Raymond Leonard \| – \| \| 15. Mai 1989 – 21. Mai 1989 1 Woche \| 1 \| Fine Young Cannibals \| She Drives Me Crazy Roland Lee Gift, David Steele \| – \| \| 22. Mai 1989 – 4. Juni 1989 2 Wochen (insgesamt 4) \| 4 \| Amnesia \| Ibiza Stephan Novak, Bruno Van Garsse, Michel Nachtergaele \| Das Musikprojekt hat nichts mit der Diskothek Amnesia auf Ibiza zu tun, vielmehr geht es auf den Belgier Stephan Novak zurück. Das New-Beat-Stück war sein größter Erfolg und kam außer in Spanien noch in seiner Heimat in die offiziellen Charts.[1][2] \| \| 5. Juni 1989 – 11. Juni 1989 1 Woche \| 1 \| La Unión \| Más y más Luis Bolín Domecq, Mariano Martínez Molina, Rafael Sánchez Alonso \| – \| \| 12. Juni 1989 – 25. Juni 1989 2 Wochen (insgesamt 4) \| 4 \| Amnesia \| Ibiza Stephan Novak, Bruno Van Garsse, Michel Nachtergaele \| – \| \| 26. Juni 1989 – 20. August 1989 8 Wochen \| 8 \| Roxette \| The Look Per Gessle \| – \| \| 21. August 1989 – 19. November 1989 13 Wochen \| 13 \| Kaoma \| Lambada Ulises Hermosa, Gonzalo Hermosa Gonzales \| – \| \| 20. November 1989 – 3. Dezember 1989 2 Wochen \| 2 \| Jive Bunny & the Mastermixers \| Swing the Mood Otis Blackwell, Dorothy Bostrie, Felice Bryant, Boudleaux Bryant, Charles Calhoun, Jerry Capehart, Eddie Cochran, Joe Lubin, John Medora, Richard Penniman, Elvis Presley, Arthur Singer, David White \| – \| \| 4. Dezember 1989 – 11. Dezember 1989 1 Woche (insgesamt 3) \| 3 \| Jive Bunny & the Mastermixers \| That’s What I Like diverse \| – \| \| 11. Dezember 1989 – 5. Januar 1990 3 Wochen (insgesamt 9) \| 9 \| Technotronic \| Pump Up the Jam Manuela Kamosi, Joris Bogaert \| – \| |                                       |                                       | | |
| |                                       |                                       | | → 1990 → |
| Zeitraum | Wo. ges.                              | Interpret                             | Titel Autor(en) | Zusätzliche Informationen |
| (Zeitraum, Wochen auf Platz eins, Interpret, Titel, Autor[en], zusätzliche Informationen) |                                       |                                       | | |
| 21. November 1988 – 8. Januar 1989 7 Wochen | 7                                     | Glenn Medeiros                        | Nothing’s Gonna Change My Love for You Michael Masser, Gerry Goffin | – |
| 9. Januar 1989 – 12. Februar 1989 5 Wochen | 5                                     | Michael Jackson                       | Smooth Criminal Michael Jackson | – |
| 13. Februar 1989 – 19. Februar 1989 1 Woche | 1                                     | The Art of Noise feat. Tom Jones      | Kiss Prince | – |
| 20. Februar 1989 – 12. März 1989 3 Wochen | 3                                     | Deacon Blue                           | Real Gone Kid Ricky Ross | – |
| 13. März 1989 – 14. Mai 1989 9 Wochen | 9                                     | Madonna                               | Like a Prayer Madonna L. Ciccone, Patrick Raymond Leonard | – |
| 15. Mai 1989 – 21. Mai 1989 1 Woche | 1                                     | Fine Young Cannibals                  | She Drives Me Crazy Roland Lee Gift, David Steele | – |
| 22. Mai 1989 – 4. Juni 1989 2 Wochen (insgesamt 4) | 4                                     | Amnesia                               | Ibiza Stephan Novak, Bruno Van Garsse, Michel Nachtergaele | Das Musikprojekt hat nichts mit der Diskothek Amnesia auf Ibiza zu tun, vielmehr geht es auf den Belgier Stephan Novak zurück. Das New-Beat-Stück war sein größter Erfolg und kam außer in Spanien noch in seiner Heimat in die offiziellen Charts. |
| 5. Juni 1989 – 11. Juni 1989 1 Woche | 1                                     | La Unión                              | Más y más Luis Bolín Domecq, Mariano Martínez Molina, Rafael Sánchez Alonso | – |
| 12. Juni 1989 – 25. Juni 1989 2 Wochen (insgesamt 4) | 4                                     | Amnesia                               | Ibiza Stephan Novak, Bruno Van Garsse, Michel Nachtergaele | – |
| 26. Juni 1989 – 20. August 1989 8 Wochen | 8                                     | Roxette                               | The Look Per Gessle | – |
| 21. August 1989 – 19. November 1989 13 Wochen | 13                                    | Kaoma                                 | Lambada Ulises Hermosa, Gonzalo Hermosa Gonzales | – |
| 20. November 1989 – 3. Dezember 1989 2 Wochen | 2                                     | Jive Bunny & the Mastermixers         | Swing the Mood Otis Blackwell, Dorothy Bostrie, Felice Bryant, Boudleaux Bryant, Charles Calhoun, Jerry Capehart, Eddie Cochran, Joe Lubin, John Medora, Richard Penniman, Elvis Presley, Arthur Singer, David White | – |
| 4. Dezember 1989 – 11. Dezember 1989 1 Woche (insgesamt 3) | 3                                     | Jive Bunny & the Mastermixers         | That’s What I Like diverse | – |
| 11. Dezember 1989 – 5. Januar 1990 3 Wochen (insgesamt 9) | 9                                     | Technotronic                          | Pump Up the Jam Manuela Kamosi, Joris Bogaert | – |

## Alben
| | Liste der Nummer-eins-Hits in Spanien | Liste der Nummer-eins-Hits in Spanien | Liste der Nummer-eins-Hits in Spanien | 1990 →                    |
| \| Zeitraum \| Wo. ges. \| Interpret \| Titel \| Zusätzliche Informationen \| \| (Zeitraum, Wochen auf Platz eins, Interpret, Titel, zusätzliche Informationen) \| \| \| \| \| \| ------------------------------------------------------------------------------ \| -------- \| -------------------------- \| ------------------ \| ------------------------- \| \| 12. Dezember 1988 – 8. Januar 1989 4 Wochen \| 4 \| (Verschiedene Interpreten) \| Boom 4 \| – \| \| 9. Januar 1989 – 15. Januar 1989 1 Woche (insgesamt 2) \| 2 \| Luis Cobos \| Vienna concerto \| – \| \| 16. Januar 1989 – 5. März 1989 7 Wochen \| 7 \| Mecano \| Descanso Dominical \| – \| \| 6. März 1989 – 19. März 1989 2 Wochen \| 2 \| María del Monte \| El beso de la luna \| – \| \| 20. März 1989 – 7. Mai 1989 7 Wochen \| 7 \| Madonna \| Like a Prayer \| – \| \| 8. Mai 1989 – 10. September 1989 18 Wochen \| 18 \| Julio Iglesias \| Raíces \| – \| \| 11. September 1989 – 5. November 1989 8 Wochen \| 8 \| Kaoma \| Worldbeat \| – \| \| 6. November 1989 – 10. Dezember 1989 5 Wochen \| 5 \| Luciano Pavarotti \| Tutto Pavarotti \| – \| \| 11. Dezember 1989 – 31. Dezember 1989 3 Wochen (insgesamt 13) \| 13 \| Phil Collins \| …But Seriously \| – \| |                                       |                                       |                                       |                           |
| |                                       |                                       |                                       | → 1990 →                  |
| Zeitraum | Wo. ges.                              | Interpret                             | Titel                                 | Zusätzliche Informationen |
| (Zeitraum, Wochen auf Platz eins, Interpret, Titel, zusätzliche Informationen) |                                       |                                       |                                       |                           |
| 12. Dezember 1988 – 8. Januar 1989 4 Wochen | 4                                     | (Verschiedene Interpreten)            | Boom 4                                | –                         |
| 9. Januar 1989 – 15. Januar 1989 1 Woche (insgesamt 2) | 2                                     | Luis Cobos                            | Vienna concerto                       | –                         |
| 16. Januar 1989 – 5. März 1989 7 Wochen | 7                                     | Mecano                                | Descanso Dominical                    | –                         |
| 6. März 1989 – 19. März 1989 2 Wochen | 2                                     | María del Monte                       | El beso de la luna                    | –                         |
| 20. März 1989 – 7. Mai 1989 7 Wochen | 7                                     | Madonna                               | Like a Prayer                         | –                         |
| 8. Mai 1989 – 10. September 1989 18 Wochen | 18                                    | Julio Iglesias                        | Raíces                                | –                         |
| 11. September 1989 – 5. November 1989 8 Wochen | 8                                     | Kaoma                                 | Worldbeat                             | –                         |
| 6. November 1989 – 10. Dezember 1989 5 Wochen | 5                                     | Luciano Pavarotti                     | Tutto Pavarotti                       | –                         |
| 11. Dezember 1989 – 31. Dezember 1989 3 Wochen (insgesamt 13) | 13                                    | Phil Collins                          | …But Seriously                        | –                         |